# Stapleford (Hertfordshire)
Stapleford – wieś i civil parish w Anglii, w Hertfordshire, w dystrykcie East Hertfordshire. W 2011 civil parish liczyła 567 mieszkańców.